# (38462) 1999 TL21
1999 TL21 (asteroide 38462) é um asteroide da cintura principal. Possui uma excentricidade de 0.12283090 e uma inclinação de 0.23672º.
Este asteroide foi descoberto no dia 12 de outubro de 1999 por Wolf Bickel em Bergisch Gladbach.